# 德山工業高等專門學校
德山工業高等專門學校（National Institute of Technology, Tokuyama College），是一所位於日本山口縣的高等專門學校。

## 概要
- 日本国立高等專門學校之一。学校现设3个学科，機械電氣工学科、情報電子工学科、土木建築工学科[1]

## 沿革
- 1974年 德山工業高等專門学校開校。設置機械電氣工学科・情報電子工学科・土木建築工学科
- 1990年 開始招收外國留學生。
- 1995年 設置專攻科（機械制御工学專攻・情報電子工学專攻・環境建設工学專攻）
- 2004年 由国立高等専門学校機構設置国立高等専門学校，教育計畫受日本技術者教育認定機構認定[2][3]

## 教育組織

### 本科（副學士課程）
- 機械電氣工学科
- 情報電子工学科
- 土木建築工学科

### 專攻科（學士課程）
- 生產系統工学專攻
- 物質工学專攻
- 經營情報工学專攻[4]

## 外部連結
- 德山工業高等專門學校 （页面存档备份，存于）